# Route nationale 150 (Norvège)
Pour les articles homonymes, voir Route nationale 150.
La route nationale 150 (en  norvégien : Riksvei 150, abrégé Rv150) ou périphérique 3 (en  norvégien : Ring 3) est une route nationale en Norvège.

## Description
La route nationale 150 du sud-est de la Norvège, forme un périphérique, nommé Ring 3, autour du centre d'Oslo.
Le Ring 3 part de la route européenne 18 à Lysaker, à l'ouest de la commune de Bærum dans le comté d'Akershus. 
La route traverse ensuite le tunnel de Granfoss (en), d'une longueur de 2,3 kilomètres. 
La route s'étend à environ 4 kilomètres du centre d'Oslo et traverse une zone industrielle dans la partie orientale. 
Du côté oriental d'Oslo, le Ring 3 se termine à son croisement de la route européenne 6 dans le quartier  Ryen (no) d'Oslo.

## Dénomination
La route est divisée en tronçons portant les noms suivants (de Ryen à Lysaker c'est a dire d'ouest en Est): Adolf Hedins vei, Hjalmar Brantings vei, Dag Hammarskjølds vei, Storoveien, Rolf Wickstrøms vei, Tåsentunnelen, Kaj Munks vei, Torgny Segerstedts vei, Viggo Hansteens vei, Ullernchausséen, Granfoss Tunnel (Snarøyveien).

## Galerie

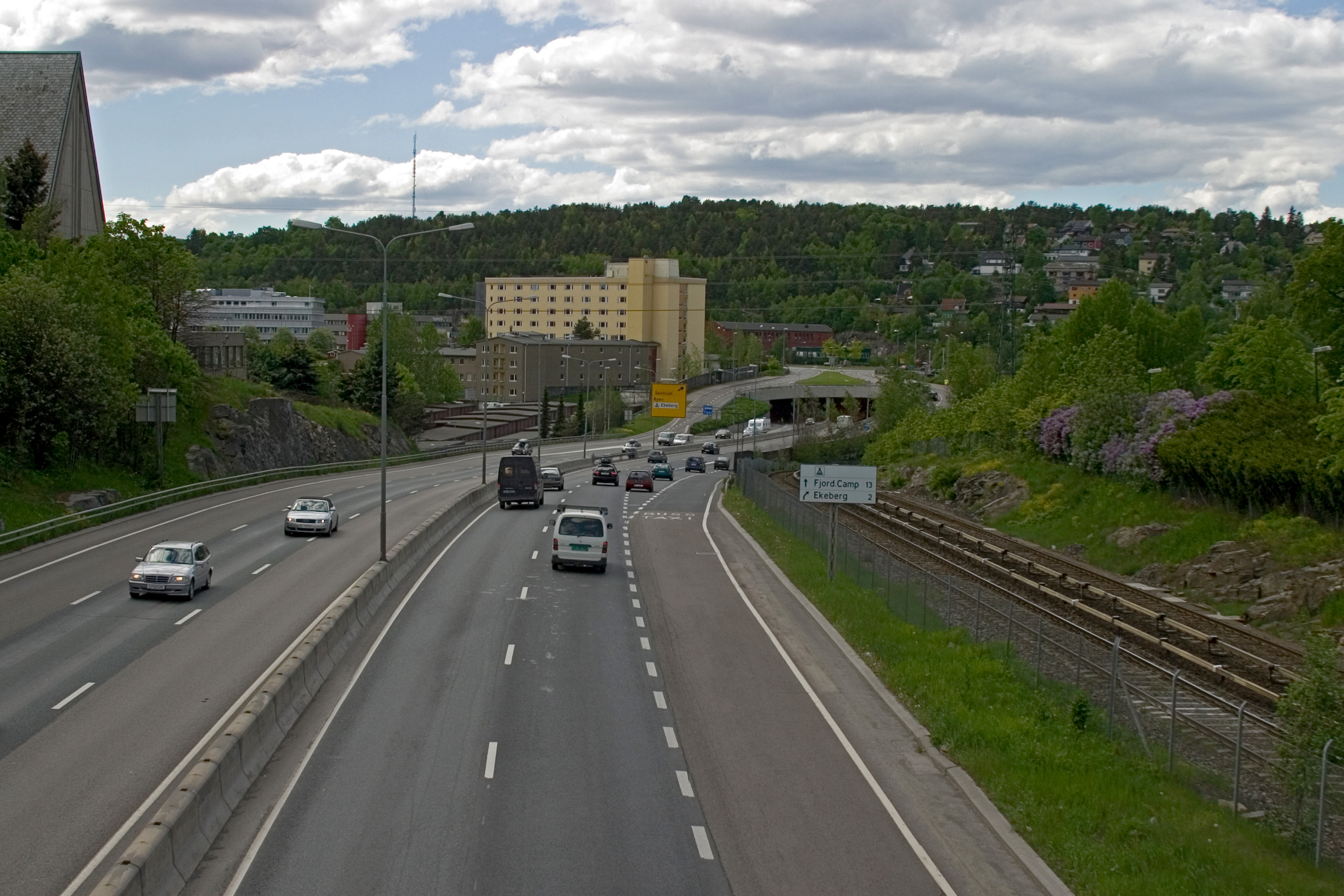
Ring 3 et E6. A droite, le métro entre Manglerud et Ryen.
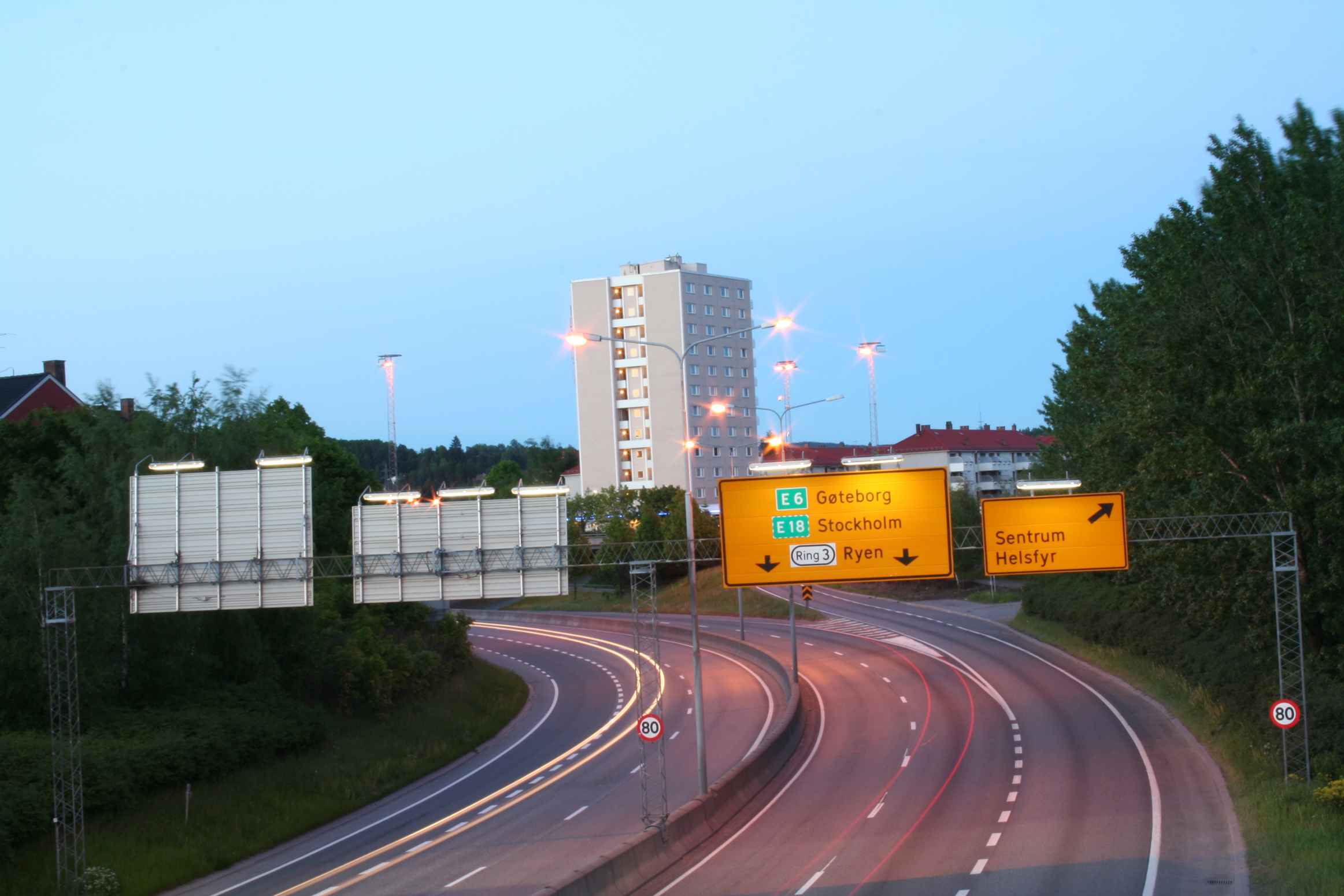
Ring 3 et E6 à Teisen.
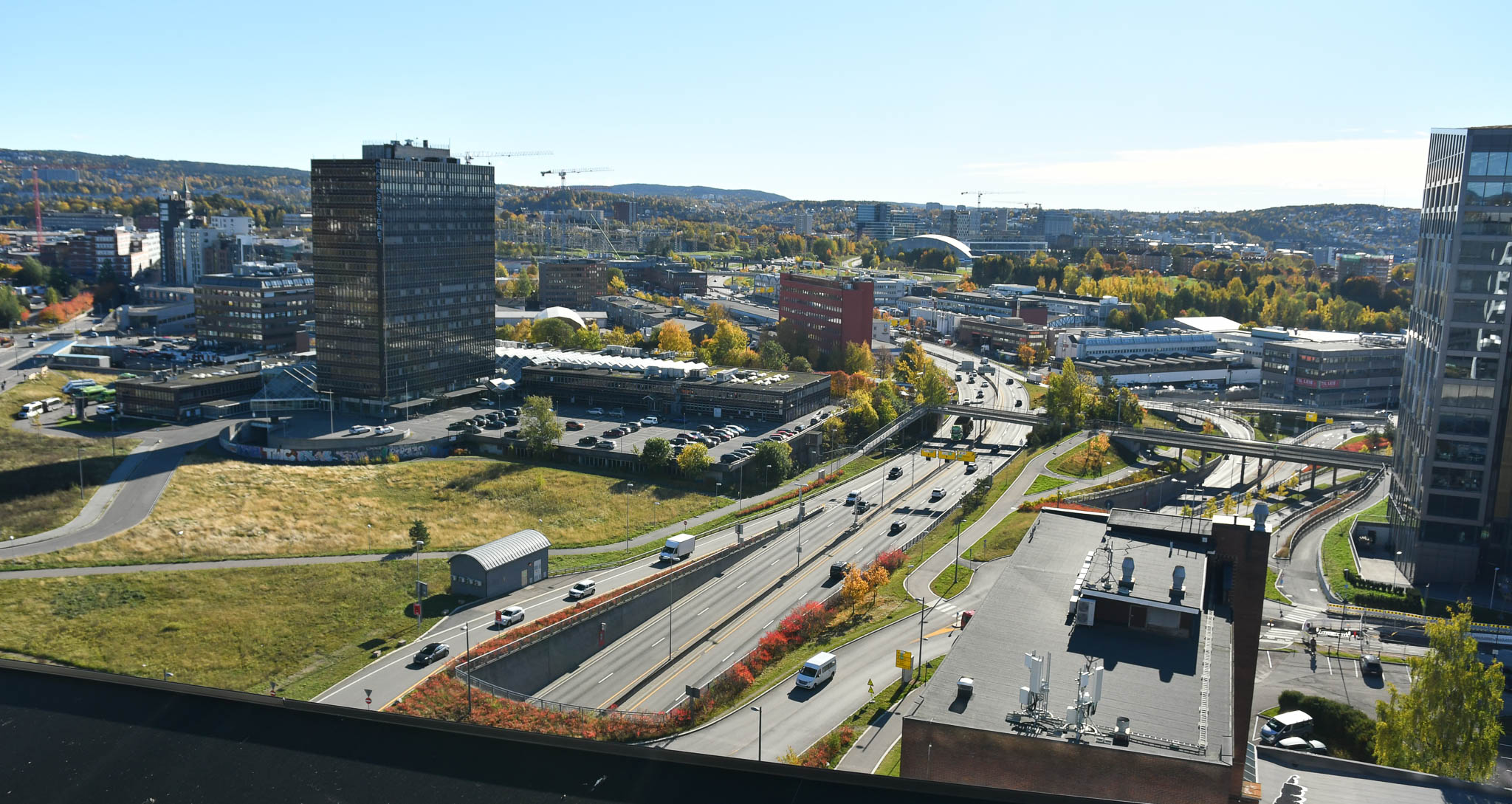
Ring 3 et Økernkrysset.
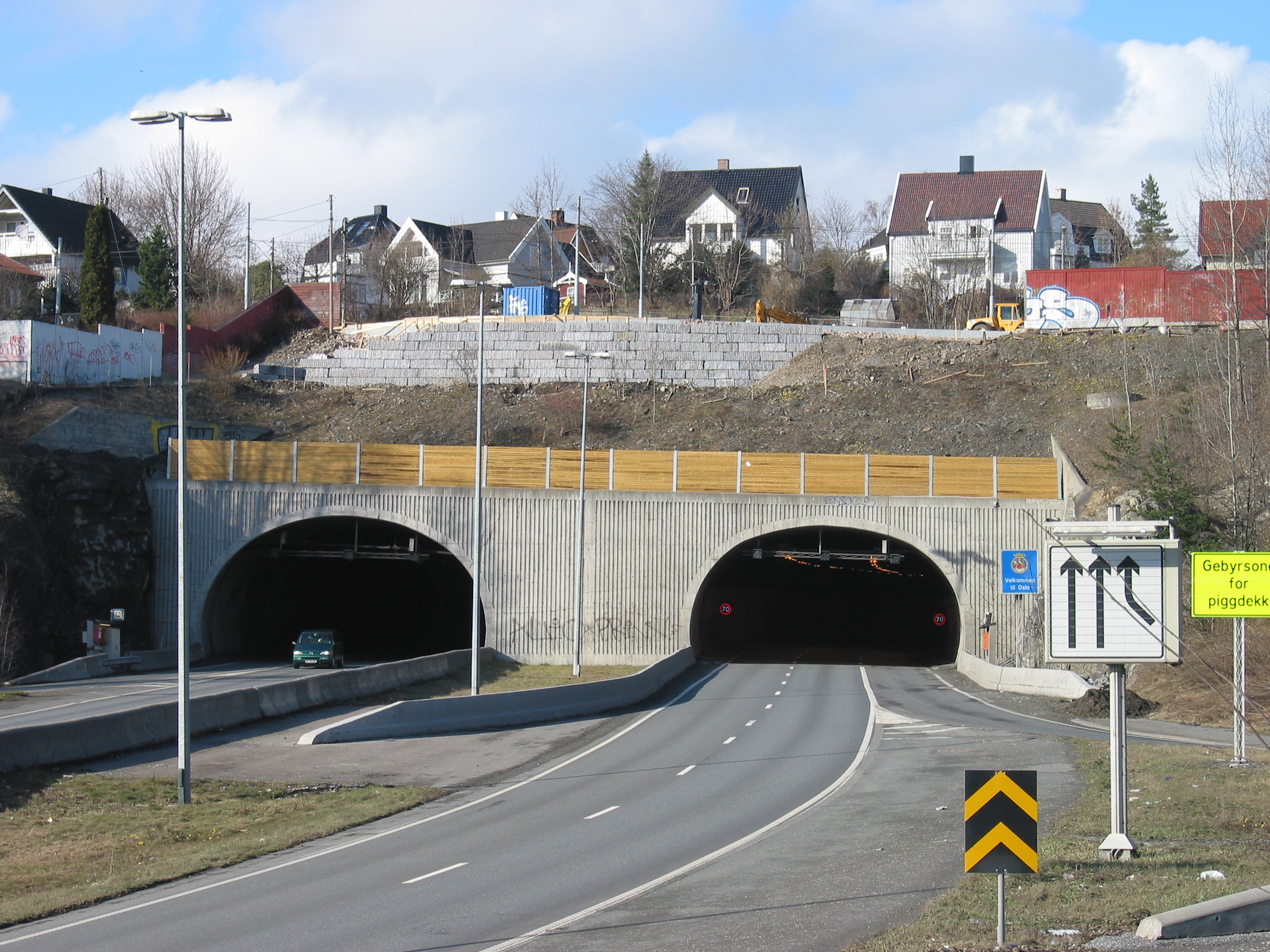
Le tunnel de Granfos.